# Herb powiatu tarnowskiego
Herb powiatu tarnowskiego – jeden z symboli powiatu tarnowskiego, autorstwa Wojciecha Drelicharza, Zenona Piecha oraz Barbary Widłak, ustanowiony 29 grudnia 1999.

## Wygląd i symbolika
Herb przedstawia na tarczy w polu czerwonym pół ukoronowanego Białego Orła, o dziobie i języku złotych z sześciopromienną gwiazdą złotą na piersi, pod którą znajduje się półksiężyc.